# 博羅萬市鎮
43°25′59″N 23°45′00″E / 43.433°N 23.75°E

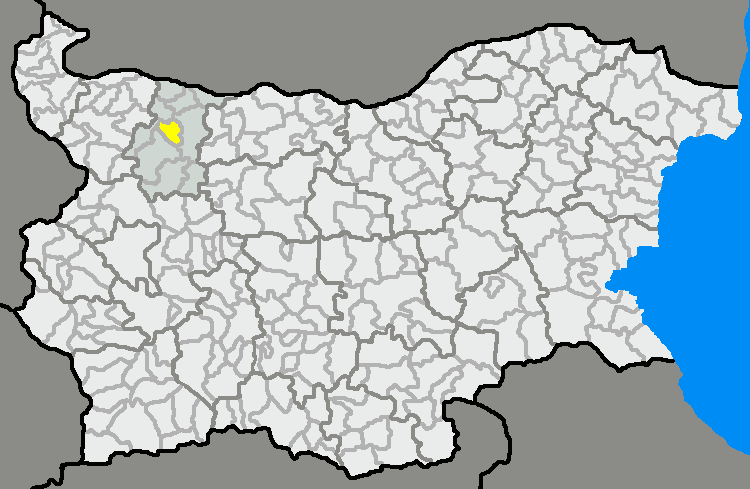

博羅萬市，是保加利亞的城鎮，位於該國西北部，由弗拉察州負責管轄，首府設於博羅萬，面積210.73平方公里，2008年人口6,144，人口密度每平方公里29.16人。